# Алаверди (станция)
Алаверди́ (арм. Ալավերդի) — железнодорожная станция Армянской железной дороги на линии Айрум — Гюмри. Находится на севере Лорийской области Армении, на левом берегу реки Дебед в пределах одноимённого города. Администрация — ЗАО «Южно-Кавказская железная дорога».

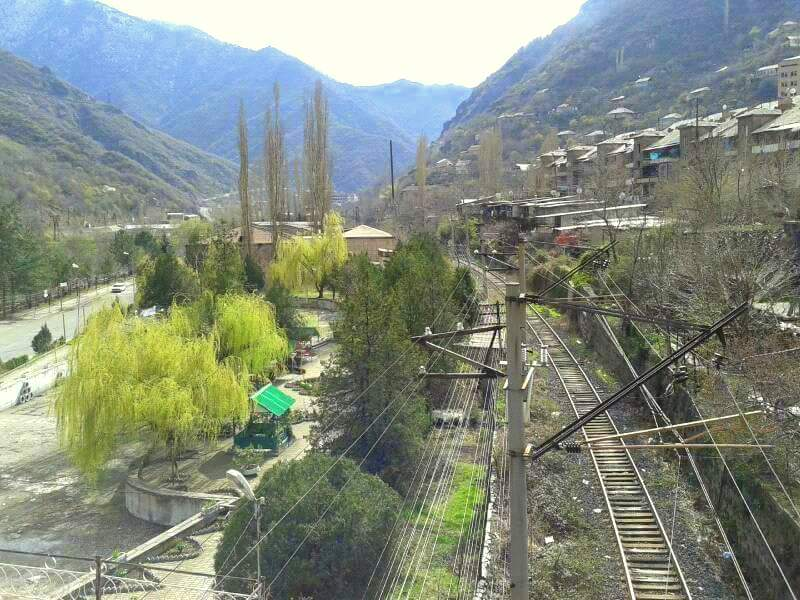
Алаверди в марте 2016 года. Видно путевое развитие станции

## Описание
Станция состоит из трёхэтажного здания вокзала, двух низких платформ и пяти путей. Станция расположена на участке Ванадзор — Айрум и является первым городом после грузинской границы.
Проходит европейская автотрасса М-6.

## Пассажирское движение
До 1 февраля 2011 года каждое утро из Гюмри в 6:15 отправлялся электропоезд № 6540 из четырёх вагонов, прибывающий в Алаверди в 10:04 и в 10:05 отправляется дальше в Айрум, куда прибывает в 11:07.
Обратно электропоезд № 6541 отправлялся из Айрума в 17:00, с прибытием в Алаверди в 18:00 и отправлением в Гюмри в 18:01, куда электропоезд прибывал в 21:37.
В связи с завершением ремонтных работ на автотрассе Ванадзор — Санаин пригородное сообщение на участке Ванадзор — Айрум отменено.
Через станцию Алаверди также проходят международные поезда № 371/372 Ереван — Тбилиси и № 201/202 Ереван — Батуми, не останавливающиеся на этой станции.
Расстояние до узловых станций (в километрах): Айрум — 30, Гюмри — 115.

## Коммерческие операции
- 1	Прием и выдача повагонных отправок грузов, допускаемых к хранению на открытых площадках станций.
- 3	Прием и выдача грузов повагонными и мелкими отправками, загружаемых целыми вагонами, только на подъездных путях и местах необщего пользования.
- 4	Прием и выдача повагонных отправок грузов, требующих хранения в крытых складах станций.
- 5	Прием и выдача грузов в универсальных контейнерах массой брутто 3,3 (5) и 5,5 (6) т на станциях.
- 8	Прием и выдача грузов в универсальных контейнерах массой брутто 20 и 24 т на станциях.
- 8Н	Прием и выдача грузов в универсальных контейнерах массой брутто 20 и 24 т на подъездных путях.
- П	Продажа билетов на все пассажирские поезда. Прием и выдача багажа.